# Kompanie Obrony (Syria)

Kompanie Obrony (ar. سرايا الدفاع, Saraja ad-difa'a) – syryjska formacja paramilitarna, a następnie zajmująca się ochranianiem najważniejszych instytucji państwa oraz partii Baas. Została utworzona po przejęciu władzy w Syrii przez Hafiza al-Asada. W 1984 została rozformowana, gdyż dowodzący Kompaniami Rifat al-Asad bez powodzenia usiłował przejąć władzę w kraju. Od 1986 analogiczne zadania spełnia w Syrii Gwardia Republikańska.

## Historia
W listopadzie 1970 Hafiz al-Asad przejął dyktatorską władzę w Syrii drogą zamachu stanu. Aby utrzymać się przy władzy i nie dopuścić do kolejnego przewrotu, z inicjatywy al-Asada w wojsku syryjskim wzmocniono agencje wywiadowcze, utworzono Siły Specjalne oraz paramilitarne Kompanie Obrony, których zadaniem miało być ochranianie najważniejszych instytucji państwa oraz rządzącej partii Baas. Pierwszym dowódcą Kompanii został brat Hafiza al-Asada Rifat. Kompanie Obrony stacjonowały w okolicach Damaszku, stale ochraniając m.in. bazę lotniczą w Mazza. W Kompaniach służyli niemal wyłącznie alawici, przedstawiciele tej samej społeczności religijno-etnicznej, co rodzina al-Asadów, według niektórych źródeł byli do nich przyjmowani również Kurdowie, którzy później wyróżniali się bezwzględnością podczas walki.
Z czasem Kompanie Obrony z jednostki paramilitarnej stały się elitarną formacją, liczącą według różnych źródeł 50 – 55 tys. żołnierzy i bezwzględnie wierną swojemu dowódcy. Odegrały znaczącą rolę w walce z fundamentalistycznymi organizacjami islamskimi, w tym z Braćmi Muzułmańskimi, które w latach 80. XX w. dążyły do obalenia rządów partii Baas. 27 czerwca 1980 dokonały masakry więźniów więzienia w Palmyrze (Tadmur) w odwecie za nieudaną próbę zamordowania Hafiza al-Asada. Brały udział w tłumieniu islamistycznego powstania zbrojnego, w tym w pacyfikacji powstania zorganizowanego przez Braci Muzułmańskich w Hamie w 1982.
W 1984 Rifat al-Asad usiłował na czele Kompanii Obrony odsunąć brata od władzy. Poniósł jednak porażkę, gdyż po stronie Hafiza al-Asada zgodnie wystąpił cały korpus oficerski. Rifat al-Asad musiał opuścić kraj, zaś Kompanie Obrony rozformowano. Przekształcono je najpierw w 569 dywizję pancerną, a następnie w 4 dywizję pancerną. Część żołnierzy aresztowano.